# Милдред Натвик
Милдред Натвик (енгл. Mildred Natwick) је била америчка глумица, рођена 19. јула 1905. године у Балтимору, а преминула 25. октобра 1994. године у Њујорку.

## Филмографија
| Улоге Милдред Натвик |                      |               |                         |          |
| Година               | Српски назив         | Изворни назив | Улога                   | Напомена |
| 1940.                | Дуго путовање кући   |               | Фреда                   |          |
| 1948.                | 3 кума               |               | мајка                   |          |
| 1949.                | Носила је жуту траку |               | Аби Олшард              |          |
| 1952.                | Миран човек          |               | удовица Сара Тилејн     |          |
| 1955.                | Невоље са Харијем    |               | госпођица Ајви Грејвели |          |